# Campionati giapponesi di ciclismo su strada
I Campionati giapponesi di ciclismo su strada sono la manifestazione ciclistica annuale che assegna il titolo di Campione di Giappone. I vincitori hanno il diritto di indossare per un anno la maglia di campione giapponese, come accade per il campione mondiale.

## Campioni in carica
| Uomini Elite | Uomini Elite     |
| ------------ | ---------------- |
| In linea     | Marino Kobayashi |
| Cronometro   | Shunsuke Imamura |
| Donne Elite  |                  |
| In linea     | Akari Kobayashi  |
| Cronometro   | Yumi Kajihara    |

## Albo d'oro

### Titoli maschili
Aggiornato all'edizione 2025.
| Anno | Vincitore                                     | Secondo                                       | Terzo                                         |
| ---- | --------------------------------------------- | --------------------------------------------- | --------------------------------------------- |
| 1990 | Akira Asada                                   | -                                             | -                                             |
| 1991 | Kyoshi Miura                                  | -                                             | -                                             |
| 1992 | Kyoshi Miura                                  | -                                             | -                                             |
| 1993 | Tomokazu Fujino                               | -                                             | -                                             |
| 1994 | Yoshiyuki Abe                                 | -                                             | -                                             |
| 1995 | Ken Hashikawa                                 | -                                             | -                                             |
| 1996 | Osamu Sumida                                  | Kazuyuki Manabe                               | Junichi Kikuta                                |
| 1997 | Yoshiyuki Abe                                 | -                                             | -                                             |
| 1998 | Tomokazu Fujino                               | Yoshiyuki Abe                                 | Kazuyuki Manabe                               |
| 1999 | Tomokazu Fujino                               | Junichi Shibuya                               | Osamu Sumida                                  |
| 2000 | Yoshiyuki Abe                                 | Osamu Sumida                                  | Kazuya Okazaki                                |
| 2001 | Yasutaka Tashiro                              | Mitsuteru Tanaka                              | Tomoya Kanō                                   |
| 2002 | Shinri Suzuki                                 | Kazuya Okazaki                                | Junichi Shibuya                               |
| 2003 | Shinichi Fukushima                            | Hidenori Nodera                               | Kazuyuki Manabe                               |
| 2004 | Yasutaka Tashiro                              | Shinri Suzuki                                 | Hidenori Nodera                               |
| 2005 | Hidenori Nodera                               | Yasutaka Tashiro                              | Kazuyuki Manabe                               |
| 2006 | Fumiyuki Beppu                                | Hidenori Nodera                               | Shinri Suzuki                                 |
| 2007 | Yukiya Arashiro                               | Hidenori Nodera                               | Takashi Miyazawa                              |
| 2008 | Hidenori Nodera                               | Kazuo Inoue                                   | Shinichi Fukushima                            |
| 2009 | Taiji Nishitani                               | Takashi Miyazawa                              | Hidenori Nodera                               |
| 2010 | Takashi Miyazawa                              | Shinri Suzuki                                 | Hidenori Nodera                               |
| 2011 | Fumiyuki Beppu                                | Yukiya Arashiro                               | Miyataka Shimizu                              |
| 2012 | Yukihiro Doi                                  | Nariyuki Masuda                               | Miyataka Shimizu                              |
| 2013 | Yukiya Arashiro                               | Miyataka Shimizu                              | Nariyuki Masuda                               |
| 2014 | Junya Sano                                    | Kazuo Inoue                                   | Genki Yamamoto                                |
| 2015 | Kazushige Kuboki                              | Yusuke Hatanaka                               | Nariyuki Masuda                               |
| 2016 | Sho Hatsuyama                                 | Ryōta Nishizono                               | Keisuke Kimura                                |
| 2017 | Yusuke Hatanaka                               | Fumiyuki Beppu                                | Keisuke Kimura                                |
| 2018 | Genki Yamamoto                                | Junya Sano                                    | Yudai Arashiro                                |
| 2019 | Shotaro Iribe                                 | Yukiya Arashiro                               | Kohei Yokotsuka                               |
| 2020 | non disputata a causa della Pandemia Covid-19 | non disputata a causa della Pandemia Covid-19 | non disputata a causa della Pandemia Covid-19 |
| 2021 | Keigo Kusaba                                  | Nariyuki Masuda                               | Hideto Nakane                                 |
| 2022 | Yukiya Arashiro                               | Yudai Arashiro                                | Masaki Yamamoto                               |
| 2023 | Masaki Yamamoto                               | Atsushi Oka                                   | Genki Yamamoto                                |
| 2024 | Marino Kobayashi                              | Sohei Kaneko                                  | Masaki Yamamoto                               |
| 2025 | Marino Kobayashi                              | Genki Yamamoto                                | Sohei Kaneko                                  |

| Anno | Vincitore                                     | Secondo                                       | Terzo                                         |
| ---- | --------------------------------------------- | --------------------------------------------- | --------------------------------------------- |
| 1997 | Akira Kakinuma                                | -                                             | -                                             |
| 1998 | Makoto Iijima                                 | Kozo Fujita                                   | Tomoya Kano                                   |
| 1999 | Yoshiyuki Abe                                 | Makoto Iijima                                 | Tomoya Kanō                                   |
| 2000 | Yoshiyuki Abe                                 | -                                             | -                                             |
| 2001 | Akira Kakinuma                                | Yoshiyuki Abe                                 | Ken Hashikawa                                 |
| 2002 | Kazuya Okazaki                                | Tomoya Kanō                                   | Akira Kakinuma                                |
| 2003 | Kazuya Okazaki                                | Makoto Iijima                                 | Ken Hashikawa                                 |
| 2004 | Makoto Iijima                                 | Yoshiyuki Abe                                 | Masahiko Mifune                               |
| 2005 | Makoto Iijima                                 | Kazuhiro Mori                                 | Tomoya Kanō                                   |
| 2006 | Fumiyuki Beppu                                | Makoto Iijima                                 | Kazuya Okazaki                                |
| 2007 | Kazuya Okazaki                                | Taiji Nishitani                               | Tomoya Kanō                                   |
| 2008 | Kazuya Okazaki                                | Kazuhiro Mori                                 | Ken Hashikawa                                 |
| 2009 | Kazuhiro Mori                                 | Makoto Iijima                                 | Taiji Nishitani                               |
| 2010 | Shinichi Fukushima                            | Nara Motoi                                    | Makoto Iijima                                 |
| 2011 | Fumiyuki Beppu                                | Junya Sano                                    | Ryota Nishizono                               |
| 2012 | Ryota Nishizono                               | Junya Sano                                    | Taiji Nishitani                               |
| 2013 | Masatoshi Oba                                 | Ryota Nishizono                               | Kazushige Kuboki                              |
| 2014 | Fumiyuki Beppu                                | Junya Sano                                    | Genki Yamamoto                                |
| 2015 | Ryūtarō Nakamura                              | Nariyuki Masuda                               | Ryota Nishizono                               |
| 2016 | Ryota Nishizono                               | Junya Sano                                    | Nariyuki Masuda                               |
| 2017 | Ryota Nishizono                               | Junya Sano                                    | Rei Onodera                                   |
| 2018 | Kazushige Kuboki                              | Ryo Chikatani                                 | Yuma Koishi                                   |
| 2019 | Nariyuki Masuda                               | Atsushi Oka                                   | Fumiyuki Beppu                                |
| 2020 | non disputata a causa della Pandemia Covid-19 | non disputata a causa della Pandemia Covid-19 | non disputata a causa della Pandemia Covid-19 |
| 2021 | Nariyuki Masuda                               | Masaki Yamamoto                               | Hideto Nakane                                 |
| 2022 | Sohei Kaneko                                  | Yūma Koishi                                   | Yukiya Harashiro                              |
| 2023 | Yūma Koishi                                   | Masaki Yamamoto                               | Yukiya Harashiro                              |
| 2024 | Sohei Kaneko                                  | Taishi Miyazaki                               | Yukiya Harashiro                              |
| 2025 | Shunsuke Imamura                              | Sohei Kaneko                                  | Yūma Koishi                                   |

### Titoli femminili
Aggiornato all'edizione 2025.
| Anno | Vincitrice                                    | Seconda                                       | Terza                                         |
| ---- | --------------------------------------------- | --------------------------------------------- | --------------------------------------------- |
| 1982 | Yaeko Yoshida                                 | -                                             | -                                             |
| 1983 | Sakae Konno                                   | -                                             | -                                             |
| 1984 | Wakako Abe                                    | -                                             | -                                             |
| 1985 | Wakako Abe                                    | -                                             | -                                             |
| 1986 | Terumi Ogura                                  | -                                             | -                                             |
| 1987 | Michiyo Iizuka                                | -                                             | -                                             |
| 1988 | Natsue Seki                                   | -                                             | -                                             |
| 1989 | Wakako Abe                                    | -                                             | -                                             |
| 1990 | Hirono Hori                                   | -                                             | -                                             |
| 1991 | Yumiko Suzuki                                 | -                                             | -                                             |
| 1992 | Yumiko Suzuki                                 | -                                             | -                                             |
| 1993 | Yukari Mitamura                               | -                                             | -                                             |
| 1994 | Akemi Morimoto                                | -                                             | -                                             |
| 1995 | Kaori Otake                                   | -                                             | -                                             |
| 1996 | Akemi Morimoto                                | -                                             | -                                             |
| 1997 | Akemi Morimoto                                | -                                             | -                                             |
| 1998 | Miho Masuchi                                  | Ayumu Otsuka                                  | Kaori Sakashita                               |
| 1999 | Miho Oki                                      | Ayumu Otsuka                                  | Akemi Morimoto                                |
| 2000 | Miho Oki                                      | Akemi Morimoto                                | Kanako Nishi                                  |
| 2001 | Miho Oki                                      | Akemi Morimoto                                | Tamamo Nakamura                               |
| 2002 | Miho Oki                                      | Miyoko Karami                                 | Ayumu Otsuka                                  |
| 2003 | Miho Oki                                      | -                                             | -                                             |
| 2004 | Miho Oki                                      | Miyoko Karami                                 | Akemi Morimoto                                |
| 2005 | Miho Oki                                      | Miyoko Karami                                 | Masami Mashimo                                |
| 2006 | Miho Oki                                      | Mayuko Hagiwara                               | Satomi Wadami                                 |
| 2007 | Miho Oki                                      | Ayako Toyooka                                 | Masami Mashimo                                |
| 2008 | Miho Oki                                      | Yuka Yamashima                                | Mayuko Hagiwara                               |
| 2009 | Kanako Nishi                                  | Akemi Morimoto                                | Rie Katayama                                  |
| 2010 | Mayuko Hagiwara                               | Kanako Nishi                                  | Rie Katayama                                  |
| 2011 | Mayuko Hagiwara                               | Rie Katayama                                  | Kanako Nishi                                  |
| 2012 | Mayuko Hagiwara                               | Eri Yonamine                                  | Hiromi Kaneko                                 |
| 2013 | Eri Yonamine                                  | Hiromi Kaneko                                 | Mayuko Hagiwara                               |
| 2014 | Mayuko Hagiwara                               | Eri Yonamine                                  | Yumiko Gōda                                   |
| 2015 | Mayuko Hagiwara                               | Eri Yonamine                                  | Hiromi Kaneko                                 |
| 2016 | Eri Yonamine                                  | Mayuko Hagiwara                               | Yūmi Kajiwara                                 |
| 2017 | Eri Yonamine                                  | Miyoko Karami                                 | Hiromi Kaneko                                 |
| 2018 | Eri Yonamine                                  | Hiromi Kaneko                                 | Tsubasa Makise                                |
| 2019 | Eri Yonamine                                  | Hiromi Kaneko                                 | Shoko Kashiki                                 |
| 2020 | non disputata a causa della Pandemia Covid-19 | non disputata a causa della Pandemia Covid-19 | non disputata a causa della Pandemia Covid-19 |
| 2021 | Miki Uetake                                   | Hiromi Kaneko                                 | Urara Kawaguchi                               |
| 2022 | Shoko Kashiki                                 | Eri Yonamine                                  | Hiromi Kaneko                                 |
| 2023 | Eri Yonamine                                  | Tsubasa Makise                                | Akari Kobayashi                               |
| 2024 | Eri Yonamine                                  | Yurina Kinoshita                              | Yui Ishida                                    |
| 2025 | Akari Kobayashi                               | Akari Kawada                                  | Yoshiko Ishii                                 |

| Anno | Vincitrice                                    | Seconda                                       | Terza                                         |
| ---- | --------------------------------------------- | --------------------------------------------- | --------------------------------------------- |
| 1995 | Mika Ogishima                                 | -                                             | -                                             |
| 1996 | Non disputata                                 | Non disputata                                 | Non disputata                                 |
| 1997 | Kumi Sugimura                                 | -                                             | -                                             |
| 1998 | Ayumu Otsuka                                  | Kumi Sugimura                                 | Mika Ogishima                                 |
| 1999 | Kumi Sugimura                                 | Mika Ogishima                                 | Kanako Ito                                    |
| 2000 | Ayumu Otsuka                                  | Risa Sakaida                                  | Sanae Nagano                                  |
| 2001 | Kumi Sugimura                                 | -                                             | -                                             |
| 2002 | Ayumu Otsuka                                  | Miyoko Karami                                 | Kumi Sugimura                                 |
| 2003 | Ayumu Otsuka                                  | -                                             | -                                             |
| 2004 | Miyoko Karami                                 | Satoko Sato                                   | Anna Miyazaki                                 |
| 2005 | Miyoko Karami                                 | Mayuko Hagiwara                               | -                                             |
| 2006 | Miho Oki                                      | Miyoko Karami                                 | Emiko Muranaka                                |
| 2007 | Miho Oki                                      | Ayako Toyooka                                 | Masami Morita                                 |
| 2008 | Mayuko Hagiwara                               | Miyoko Karami                                 | Ayako Toyooka                                 |
| 2009 | Mayuko Hagiwara                               | Remi Inoue                                    | Minami Uwano                                  |
| 2010 | Mayuko Hagiwara                               | Ayako Toyooka                                 | Kiriko Hori                                   |
| 2011 | Mayuko Hagiwara                               | Minami Uwano                                  | Remi Inoue                                    |
| 2012 | Mayuko Hagiwara                               | Eri Yonamine                                  | Minami Uwano                                  |
| 2013 | Eri Yonamine                                  | Mayuko Hagiwara                               | Minami Uwano                                  |
| 2014 | Mayuko Hagiwara                               | Eri Yonamine                                  | Minami Uwano                                  |
| 2015 | Eri Yonamine                                  | Mayuko Hagiwara                               | Hiromi Kaneko                                 |
| 2016 | Eri Yonamine                                  | Yūmi Kajiwara                                 | Mayuko Hagiwara                               |
| 2017 | Eri Yonamine                                  | Yūmi Kajiwara                                 | Miyoko Karami                                 |
| 2018 | Eri Yonamine                                  | Miyoko Karami                                 | Anna Ito                                      |
| 2019 | Eri Yonamine                                  | Sae Fukuda                                    | Minami Uwano                                  |
| 2020 | non disputata a causa della Pandemia Covid-19 | non disputata a causa della Pandemia Covid-19 | non disputata a causa della Pandemia Covid-19 |
| 2021 | Shoko Kashiki                                 | Yuno Ishigami                                 | Yui Ishida                                    |
| 2022 | Shoko Kashiki                                 | Anna Iwamoto                                  | Kasuga Watabe                                 |
| 2023 | Yui Ishida                                    | Maho Kakita                                   | Kokoro Okura                                  |
| 2024 | Yui Ishida                                    | Kasuga Watabe                                 | Hiromi Ohori                                  |
| 2025 | Yumi Kajihara                                 | Karin Abe                                     | Honoka Morimoto                               |

### Titoli maschili Under-23
Aggiornato all'edizione 2025.
| Anno      | Vincitore                                     | Secondo                                       | Terzo                                         |
| --------- | --------------------------------------------- | --------------------------------------------- | --------------------------------------------- |
| 2004      | Masahiro Shinagawa                            | Kazuhiro Mori                                 | Takeshi Ikeda                                 |
| 2005-2010 | Non disputata                                 | Non disputata                                 | Non disputata                                 |
| 2011      | Genki Yamamoto                                | Masaki Amemiya                                | Keisuke Nakao                                 |
| 2012      | Yasumasa Adachi                               | Toshiki Omote                                 | Chikara Wada                                  |
| 2013      | Tanzou Tokuda                                 | Hiroki Nishimura                              | Genki Yamamoto                                |
| 2014      | Tanzou Tokuda                                 | Suguru Tokuda                                 | Takuma Akita                                  |
| 2015      | Michimasa Nakai                               | Saya Kuroeda                                  | Hayato Okamoto                                |
| 2016      | Marino Kobayashi                              | Suguru Tokuda                                 | Yūsuke Matsumoto                              |
| 2017      | Kota Yokoyama                                 | Sora Nomoto                                   | Masaki Yamamoto                               |
| 2018      | Masahiro Ishigami                             | Shoi Matsuda                                  | Kakeru Omae                                   |
| 2019      | Kosuke Takeyama                               | Keitaro Sawada                                | Shunsuke Imamura                              |
| 2020      | non disputata a causa della Pandemia Covid-19 | non disputata a causa della Pandemia Covid-19 | non disputata a causa della Pandemia Covid-19 |
| 2021      | Naoki Kojima                                  | Tetsuo Yamamoto                               | Yoshiki Terada                                |
| 2022      | Kazutoshi Kariya                              | Seiya Iwata                                   | Hiryu Kayama                                  |
| 2023      | Koki Kamada                                   | Yugi Tsuda                                    | Hayato Uwano                                  |
| 2024      | Yoshiki Terada                                | Koki Kamada                                   | George Matsui                                 |
| 2025      | Toa Morita                                    | Jo Hashikawa                                  | George Matsui                                 |

| Anno | Vincitore                                     | Secondo                                       | Terzo                                         |
| ---- | --------------------------------------------- | --------------------------------------------- | --------------------------------------------- |
| 2009 | Yoshiaki Shimada                              | Kazuki Aoyanagi                               | Genta Nakamura                                |
| 2010 | Yoshiaki Shimada                              | Masatsugu Takamiya                            | Masaki Gunji                                  |
| 2011 | Hayato Yoshida                                | Masaki Gunji                                  | Kensyo Sawada                                 |
| 2012 | Yasumasa Adachi                               | Masaki Gunji                                  | Koji Nagase                                   |
| 2013 | Genki Yamamoto                                | Eiya Hashimoto                                | Takuto Kurabayashi                            |
| 2014 | Manabu Ishibashi                              | Takuto Kurabayashi                            | Taisei Kobayashi                              |
| 2015 | Yūma Koishi                                   | Masaki Yamamoto                               | Marino Kobayashi                              |
| 2016 | Marino Kobayashi                              | Atsushi Oka                                   | Rei Onodera                                   |
| 2017 | Yudai Arashiro                                | Yuki Ishihara                                 | Masahiro Ishigami                             |
| 2018 | Masaki Yamamoto                               | Yuki Ishihara                                 | Ken Nakagawa                                  |
| 2019 | Shunsuke Imamura                              | Yuki Ishihara                                 | Kento Omachi                                  |
| 2020 | non disputata a causa della Pandemia Covid-19 | non disputata a causa della Pandemia Covid-19 | non disputata a causa della Pandemia Covid-19 |
| 2021 | Shoi Matsuda                                  | Yuhi Todome                                   | Taishi Miyazaki                               |
| 2022 | Yuhi Todome                                   | Taiki Kamimura                                | Hiryu Kayama                                  |
| 2023 | Yoshiki Terada                                | Yugi Tsuda                                    | Kyo Ito                                       |
| 2024 | Koki Kamada                                   | Yoshiki Terada                                | Shoma Hayashibara                             |
| 2025 | Toa Morita                                    | Jo Hashikawa                                  | George Matsui                                 |